# Bonnie Ross
Bonnie Ross est une développeuse de jeux vidéo américaine et vice-présidente d'entreprise chez Xbox Game Studios. Ross a créé et est à la tête de 343 Industries, le studio subsidiaire qui gère la franchise de jeux vidéo Halo. 

## Éducation
Bonnie Ross s'était initialement engagée dans son cursus au sein école d'ingénieur et a été l'une des seules femmes de sa promotion. Elle est finalement passée à une toute nouvelle formation dans le département de journalisme au cours de son année scolaire 1987-1988. Ross est diplômée de la Colorado State University en 1989 avec un diplôme en communication technique et une spécialité en physique et en informatique,. 

## Expérience professionnelle
La carrière de Ross dans l'industrie du jeu vidéo a débuté en 1994 en tant que productrice sur des jeux de sport sur PC à commencer par NBA Foul Court Press puis a évolué en tant que productrice, productrice principale, productrice exécutive puis directrice d'un certain nombre de jeux de Microsoft Game Studios. En plus de la franchise Halo, elle a travaillé sur de nombreux autres titres, notamment NBA: Inside Drive, Pandora's Box, Zoo Tycoon, Dungeon Siege, Counter Strike, Gears of War, Jade Empire, Psychonauts et Mass Effect. 
Lors de la séparation de Microsoft et Bungie (studio à l’origine de Halo), Bonnie Ross crée 343 industries avec le but de faire grandir la franchise Halo. À travers ce studio, elle aura fait partie ou aura collaboré sur un certain nombre de titres de la franchise : Halo 3: ODST, Halo : Reach, Halo : Combat Evolved Anniversary, Halo : Spartan Assault, Halo : Spartan Strike, Halo 4, Halo : The Master Chief Collection, Halo 5 : Guardians, Halo Wars 2, Halo : Fireteam Raven ainsi que Halo Infinite. 
Ross a été répertoriée dans l'article de 2014 du magazine Fortune « Les 10 femmes puissantes du jeux vidéo », qui notait qu'elle était « responsable de la définition de la vision et de la direction de la franchise Halo, qui a vendu plus de 60 millions d'exemplaires dans le monde » et avait « contribué à développer la franchise Halo au-delà du jeu » avec des livres, des séries vidéo et des séries télévisées. 
L'Académie des arts et des sciences interactives a intronisé Bonnie Ross dans son Hall au Fame lors des DICE Awards qui se sont déroulés en février 2019. Elle était la deuxième femme intronisée à ce prix depuis la création.

## Engagements
Bonnie Ross s'engagée sur de nombreuses actions aux États-Unis. En octobre 2014, Ross est apparue comme conférencière à la Grace Hopper Celebration of Women in Computing, tenue à Phoenix dans l'Arizona. Sa conférence avait pour sujet « La technologie et comment elle fait évoluer la narration dans nos expériences de divertissement ». Elle a également fait des apparitions en tant que conférencière à GeekWire 2013 et ThinkNext 2015 de Microsoft en Israël. 
Ross a également été l'oratrice principale de la présentation de Microsoft à l'Electronic Entertainment Expo 2015. Phil Spencer, directeur de la division Xbox chez Microsoft, a déclaré dans le Huffington Post : « Nous avons ouvert le spectacle avec Bonnie. Elle a une telle authenticité en tant que personne qui est depuis longtemps chez Xbox, dirigeant notre plus grande franchise et étant porte-parole de la plate-forme, de l'industrie et de "Halo". » 

## Communauté Xbox Live
Ross a adopté une position ferme contre l'utilisation d'insultes genrées sur les serveurs du Xbox Network, affirmant que des interdictions à vie seraient accordées à ceux qui font des commentaires discriminatoires. Elle a soutenu que les développeurs de jeux ont la « responsabilité personnelle » d'éviter les stéréotypes sexistes dans leurs jeux,.

## Femme dans la tech
Bonnie Ross est considérée comme un modèle en ce qui concerne les femmes dans le jeu. Elle s'efforce d'augmenter la diversité au sein des équipes de développement de l'industrie du jeu et de réduire l'écart entre les hommes et les femmes. Elle a souvent réaffirmé cette conviction en embauchant plus de développeurs de jeux féminins afin que plus de femmes puissent trouver des modèles au sein de l'industrie. L'influence de Ross a déjà été observée au sein de la franchise Halo avec l'augmentation du nombre de protagonistes féminines. De plus, en prenant la parole dans de nombreux événements impliquant des femmes dans les sciences, la technologie, l'ingénierie et les mathématiques, elle a inspiré des femmes à rejoindre le domaine du développement de jeux. 
Bonnie Ross, avec l'aide de sa collègue Shannon Loftis, a eu l'idée de créer le déjeuner Women Gaming en 1997. Si l’événement ne rassemblait au départ que 20 personnes, en 2019, ce dernier comptait plus de 1500 adhérentes. Bonnie Ross a également joué un rôle dans la campagne "She Is STEM" du Ad Council. Enfin, elle a toujours préciser que Xbox a galement soutenu les causes chères à cette dernières avec des programmes comme DigiGirlz ou l'initiative "Gaming for Everyone" 